# NGC 2793
NGC 2793 is een balkspiraalstelsel in het sterrenbeeld Lynx. Het hemelobject werd op 6 maart 1828 ontdekt door de Britse astronoom John Herschel.

## Synoniemen
- UGC 4894
- IRAS09137+3438
- MCG 6-21-2
- LT 6
- ZWG 181.6
- KUG 0913+346B
- PGC 26189